# MAMA (소설)
MAMA는 고교쿠 이즈키의 라이트 노벨이다. 일러스트는 가라스가 맡았다. 전격 문고 (아스키 미디어 웍스)에서 2008년 2월에 간행되었다.